# Stella Browne
Frances Worsley Stella Browne, född 9 maj 1880 i Halifax, Nova Scotia, död 8 maj 1955, var en kanadensisk-brittisk feminist och socialist.
Redan innan första världskriget var Browne engagerad i rörelsen för födelsekontroll. Hon blev medlem i Women's Social and Political Union (WSPU) 1908. Redan 1912 skrev hon i The Freewoman om alla kvinnors rätt till sexuellt nöje, oavsett om de var gifta eller ogifta, och redan 1915 förespråkade hon kvinnans rätt till abort. Efter krigsslutet försökte hon få Storbritanniens kommunistiska parti att ta upp frågan om födelsekontroll, men misslyckades och anslöt sig därför 1923 till Labour. År 1936 deltog hon i grundandet av Abortion Law Reform Association.